# Kameroenjanfrederik
De Kameroenjanfrederik (Cossyphicula isabellae, synoniem: Cossypha isabellae) is een zangvogel uit de familie Muscicapidae (vliegenvangers).

## Verspreiding en leefgebied
Deze soort telt 2 ondersoorten:
- C. i. batesi: oostelijk Nigeria en westelijk Kameroen.
- C. i. isabellae: Mount Cameroon (zuidwestelijk Kameroen).